# In and Out of Love (canción de Bon Jovi)
«In and Out of Love» es una canción del segundo álbum de estudio de la banda estadounidense de rock Bon Jovi, titulado 7800° Fahrenheit. Es una canción del género heavy metal. Fue la canción más exitosa del álbum, pese a no ser comercial, además de ser incluida en el que para muchos es uno de los mejores discos de la banda, a pesar de las críticas de su propio vocalista Jon Bon Jovi.

## Video musical
El video musical de «In and Out of Love», al igual que prácticamente los demás videos musicales de Bon Jovi de los 80's, trata de una actuación de la banda, destacando la presencia del público, el cual había estado ausente en los anteriores dos vídeos de la banda. Este es considerado por muchos como uno de los vídeos más divertidos que Bon Jovi ha realizado hasta la fecha.

## Lista de posiciones
| Chart (1985)                         | Pico de posiciones |
| ------------------------------------ | ------------------ |
| Billboard Hot Mainstream Rock Tracks | 37                 |
| Billboard Hot 100                    | 69                 |